# Вейсейский район
Вейсейский район (лит. Veisiejų rajonas) — административно-территориальная единица в составе Литовской ССР, существовавшая в 1950—1959 годах. Центр — город Вейсеяй.
Вейсейский район был образован в составе Каунасской области Литовской ССР 20 июня 1950 года. В его состав вошли 2 сельсовета Алитусского уезда и 20 сельсоветов Лаздийского уезда.
28 мая 1953 года в связи с ликвидацией Каунасской области Вейсейский район перешёл в прямое подчинение Литовской ССР.
1 июля 1955 года в состав Вейсейского района вошли 2 сельсовета упразднённого Друскининского района.
В 1956 году центр района — Вейсеяй — получил статус города.
7 декабря 1959 года Вейсейский район был упразднён, а его территория передана в Лаздийский район.